# Antarute
Antarute (em armênio: Անտառուտ; romaniz.: Antarut), antes chamada Anaclu (Անաքլու, Anak’lu), Enaclu (Ենաքլու, Enak’lu), Inacli (Ինաքլի, Inak’li) Inaclu (Ինաքլու, Inak’lu) ou Inoleli (Ինօղլի, Inołli), é uma aldeia no município de Astaraque, na província de Aragatsotn, na Armênia, na encosta leste do monte Aragats, 16 quilômetros a nordeste de Astaraque. Em 2011, havia 367 habitantes.

## História
Astarute recebeu seu nome atual em 1 de dezembro de 1949. Em 1873, 1886, 1914, 1939, 1959, 1970 e 1979 teve, respectivamente, 92, 139, 269, 216, 265, 186 e 228 habitantes.  Antarute subsiste da horticultura, tal como Biuracã. Tem uma escola primária, um clube-biblioteca, um posto de primeiros socorros e um telefone. Sua igreja é uma estrutura moderna. Um pouco ao norte da aldeia estão as ruínas da antiga aldeia de Goxabulal, ao sul as ruínas de Quiotaclu, e sete quilômetros ao nordeste a fortaleza de Amberde.